# Eliseo Mouriño
Eliseo Mouriño (3 de junho de 1927 - 3 de abril de 1961) foi um futebolista argentino que competiu na Copa do Mundo FIFA de 1958.